# Investment AB Latour
Investmentaktiebolaget Latour (tidigare AB Hevea) är ett svenskt blandat investmentbolag som har både en börsportfölj och en industri- och handelsrörelse.
Familjen Douglas är genom förvaltningsbolaget Wasatornet största ägare i Latour.
Investment AB Latour är bland annat största ägare i Assa Abloy, i norska Tomra, och innehar en betydande aktiepost i Securitas.

## Historik
Latour grundades 1984 som AB Hevea, som under 1980-talet ingick i Skrinetgruppen. År 1985 förvärvade Hevea bland annat 95 procent av Securitasgruppen. Samma år fick Hevea en ny huvudägare i familjen Douglas. År 1987 fick investmentbolaget det nuvarande namnet.

## Affärsområden (moderbolag)
År 2020 bestod företaget av fem affärsområden.
- Hultafors Group
- Swegon
- Nord-Lock Group
- Latour Industries
- Caljan

Industri- och handelsrörelsen består av ett hundratal (av Latour helägda) bolag grupperade i fem affärsområden.

## Samarbete med högskolor och universitet
Företaget är en av medlemmarna, benämnda Partners, i Handelshögskolan i Stockholms partnerprogram för företag som bidrar finansiellt till högskolan och nära samarbetar med den vad gäller forskning och utbildning.